# 더글러스 O-43

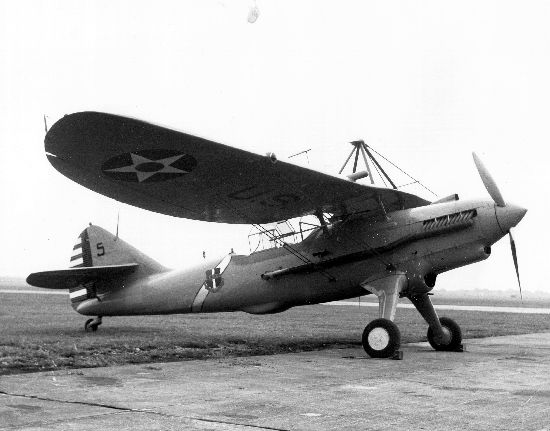
O-43

더글러스 O-43(Douglas O-43)은 USAAC(United States Army Air Corps)가 사용하는 단엽 관측 항공기이다.
5대의 Y1O-31A 서비스 테스트 항공기가 1931년 주문되었으며 1933년 초 Y1O-43라는 이름으로 USAAC에 전달되었다. 이는 O-31A의 최종 구성과 차이가 있었다. 23대의 O-43A 항공기가 1934년 주문을 마쳤으며 관찰자 위치에서 벤트럴 벌지(ventral bulge)의 필요성이 없어졌다.

## 같이 보기
- 더글러스 O-31
- 더글러스 O-46